# Susan M. Ervin-Tripp
Susan Moore Ervin-Tripp (Minneapolis, 29 de junho de 1927 - Oakland, 13 de novembro de 2018) foi uma psicolinguista, sociolinguista e feminista estadunidense. Notabilizou-se por suas pesquisas sobre a relação entre língua e mente, estudando, por exemplo, quais os efeitos cognitivos da fala bilíngue e questões de aquisição de linguagem. Era professora emérita da Universidade da Califórnia em Berkeley, onde seu ativismo pelo direto das mulheres levou à criação do Comitê sobre o Estado das Mulheres e Minorias Étnicas.